# Gregarinasina
A Gregarinasina, más néven Gregarinia az Apicomplexa csoportja. Körülbelül fél milliméteres paraziták, melyek többnyire gerinctelenek beleiben élnek, az egyetlen ismert gerincesekben élő faj a Nematopsis temporariae, mely ebihalmájak sejtjeit fertőzi. A toxoplazmózist okozó Toxoplasma és a maláriát okozó Plasmodium rokonai, melyek hozzá hasonló fehérjekomplexeket használnak a sikláshoz és a célsejtekbe jutáshoz. Így a Gregarinasina fontos modell a siklás tanulmányozásához, valamint a toxoplazmózis és a malária kezelésére is használható lehet. Feltehetően több ezer faja van rovarokban, és csak 1%-ukat írták le. Mindegyik rovar több faj gazdája lehet. Egyik leginkább tanulmányozott faja a Gregarina garnhami. Igen sikeres parazitacsoport: gazdái az egész Földön elterjedtek.

## Életciklus
Szárazföldön és vízben is élnek. Bár általában orofekális úton terjednek, egyesek, például a Monocystis a gazda ivarsejtjeivel terjednek copulatio során.
Minden fajban fajtól függően 4 vagy több, apikális komplexszel rendelkező sporozoita lép ki az oocisztából (excystatio). Ezek a megfelelő testüregbe kerülve átmennek a gazda közvetlen környezetükben lévő sejtjein. A sporozoiták a gazda sejtjében táplálkoznak, és nagyobb trofozoitákká fejlődnek. Egyes fajok sporozoitái és trofozoitái képesek ivartalan szaporodásra szkizogónia vagy merogónia révén.
Két érett trofozoita egymással párba áll a szizigiumban, és gamontákká fejlődik. A gamonták elrendeződése (egymás mellett vagy fej-farok) fajonként változik. Minden, később több száz ivarsejtté osztódó gamontapár körül gametocisztafal alakul ki. A zigóták két ivarsejt egyesülésével jönnek létre, ezeket oocisztafal veszi körül, ebben meiózis történik, sporozoitákat adva. Minden gametocisztában több száz oociszta jelenik meg, melyek a gazda székletével vagy halálával és bomlásával szabadulnak ki.

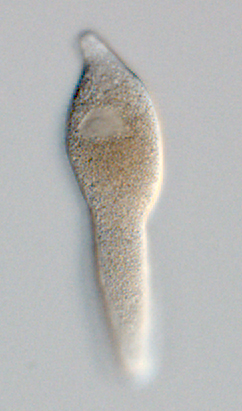
A Lankesteria cystodytae aszcídiaparazita. Ezek nem rendelkeznek epimeritákkal, helyettük csatlakozásra alkalmas mukronok vannak bennük.

Több mint 3000 gerinctelenfajról ismert, hogy a Gregarinasina tagjai fertőzik.

## Taxonómia
A Gregarinasinát Pierre-Paul Grassé vezette be 1953-ban taxonként. A 3 rendet, melybe jelenleg sorolják, Levine et al. hozták létre 1980-ban.
Jelenleg 250 génusza és 1650 faja ismert. Ezek élőhely, gazdatartomány és trofozoitamorfológia alapján 3 rendbe tartoznak.
Legtöbb fajuk monoxén életciklusú – 1 gerinctelen gazdája van. Ebben a sejten kívüli táplálkozású szakasz a trofozoita.

### Fő csoportjai
Az Archigregarinorida csak tengerben él. Fertőző sporozoitáihoz hasonlók bélben élő trofozoitái. Filogenetikai elemzés szerint e csoport parafiletikus és felosztandó. Általában e csoportminden spórája 4 zoitát tartalmaz.
Az Eugregarinorida tengerben, édesvízben és szárazföldön is él. Nagy trofozoitái jelentősen eltérnek morfológiailag és viselkedésben sporozoitáitól. A Gregarinasida legtöbb ismert faja ide tartozik. Bélben élő tagjai fallal rendelkező (Septatorina) és nem rendelkező (Aseptatorina) tagokra bonthatók aszerint, hogy osztja-e őket transzverzális fal. Utóbbiak nagyrészt tengeriek. Az Urosporidia utóbbiak közé tartozik, melyek tengeri gazdáik testüregeit fertőzik, nincs csatlakozási szerkezetük, és gamontapárokat alkotnak, melyek szabadon pulzálnak a testüregfolyadékban. A Monocystidae szintén az Aseptatorina tagja, és szárazföldi gyűrűsférgeket fertőz. Fajai közel vannak a Neogregarinorida ágához, így újrasorolandók. Általában 8 zoitája van spóránként.
A Neogregarinorida csak szárazföldi gazdákban található. Trofozoitái redukálódtak, általában a bélen kívüli szöveteket fertőz, és 8 zoitája van spóránként.
Utóbbi két csoport számos szempontban eltér: a Neogregarinorida gazdáinak általában jobban patogén. Az Eugregarinorida sporogóniával és gametogóniával szaporodik, a Neogregarinorida szkizogén merogóniával is rendelkezik. Ez sejten belül vagy kívül történhet fajtól függően.
DNS-tanulmányok alapján az Archigregarinorida a többi tag őse.

### Javasolt módosítások
Cavalier-Smith jelentős módosítást javasolt az Eugregarinorida polifíliáját feltételezve. A Gregarinasinát 3 osztályba sorolta, az első, a Gregarinomorphea tagjai az Orthogregarinia, Cryptosporidiidae és a korábban a Coccidia divergens tagjaként vagy Apicomplexa incertae sedisként besorolt Rhytidocystidae. Az Orthogregarinia csoportot két új renddel (Arthrogregarida és Vermigregarida) a Cryptosporidiumhoz legközelebbi rokon Gregarinasina-tagokkal hozta létre. A második osztály, a Paragregarea az Archigregarinorida mellett a Stenophorida és az Urosporoidea superfam. n.-hoz létrehozott új Velocida rendeket és a Veloxidium génuszt tartalmazta. A harmadik osztály, a Squirmida a Filipodium és Platyproteum génuszokat tartalmazza. Így az Eugregarinoridát e három osztály közt osztotta el más Apicomplexa-tagokkal együtt.
Ezt 2017-ben megkérdőjelezték Simdyanov et al., akik globális integrált elemzésekkel kimutatták, hogy az Eugregarinorida monofiletikus.
A Gregarinasina néhány génuszát nem sorolták be (Acuta, Cephalolobus, Gregarina, Levinea, Menospora, Nematocystis, Nematopsis, Steinina és Trichorhynchus).

## Jellemzők
- Minden fajban történik meiózis.
- A legtöbb faj monoxén, vagyis életciklusa során 1 gazdája van.
- A mitokondriális cristák tubulárisak és gyakran a sejtperifériánál vannak.
- Az Eugregarinorida és a Neogregarinorida apikális komplexe a sporozoitaállapotban jelen van, a trofozoitában nincs.
- A trofozoiták sejtmagja és sejtmagvacskái nagyok.
- A gerinctelenek testnyílásaiban élnek sejten kívül, például a belekben, testüregekben és szaporítószervekben.
- A gazdához való csatlakozás mukronnal (Aseptatorina) vagy epimerittel (Septatorina) történik, az Urosporidia szabadon lebeg a testüregekben.

A paraziták orsó alakú, az Apicomplexához és az eukarióta egysejtűekhez képest nagy sejtek (egyes fajok több mint 850 µm hosszúak). Legtöbb tagjuk longitudinális epicitás ráncaik vannak (gyűrűsféregszerűen viselkedő mikrotubulus-kötegek a sejtfelszín mellett): az Urosporidia crenulatiókkal rendelkezik.

## Molekuláris biológia
Csilló, ostor és lamellipódium használata nélkül sikolva tud mozogni és irányt változtatni. Ezt aktin-miozin komplexszel éri el. Ezek aktin sejtvázat igényelnek a sikláshoz. A feltételezett „kupakmodellben” egy még ismeretlen fehérjekomplex hátramozog, előremozdítva a parazitákat.

## Történet
A Gregarinasina az egyik legrégebb óta ismert parazita. Francesco Redi olasz orvos írta le 1684-ben.
Először Dufour írta le formálisan 1828-ban. Ő hozta létre a Gregarina génuszt és írta le a Gregarina ovata fajt Folficula aricularia beleiből. Parazita férgeknek tekintette. Kölliker 1848-ban ismerte fel, hogy protozoonok csoportja.

## Fordítás
Ez a szócikk részben vagy egészben  a   Gregarinasina című angol Wikipédia-szócikk ezen változatának fordításán alapul.  Az eredeti cikk szerkesztőit annak laptörténete sorolja fel. Ez a jelzés csupán a megfogalmazás eredetét és a szerzői jogokat jelzi, nem szolgál a cikkben szereplő információk forrásmegjelöléseként.